# 張懋鼎
張懋鼎（？—1646年），字乃調，號四石，池州府銅陵縣人，明朝、南明政治人物。

## 生平
張懋鼎是天啟七年（1627年）丁卯科舉人，崇禎七年（1627年）中進士副榜，歷任泗州學正、國子監助教，戶部貴州司主事、郎中，釐清漕運的積弊。淮安、揚州飢荒，他上疏請求以麥代米；到浙江飢荒，他又上疏請求高粱代白米，都紓解了民間困難。當時朝廷用兵糧餉不足，張懋鼎籌畫便利士兵；不久他升任肅州僉事、臨鞏參議，以威信撫定羌族人。清兵攻陷陝西，他進入西羌半谷川二年耕，直到去世。

## 引用
1. ↑  乾隆《銅陵縣志·卷九·列傳》：張懋鼎 字乃調，號四石……
2. 1 2  錢海岳《南明史·卷三十五·列傳第十一》：張懋鼎，字乃調，銅陵人。天啟七年舉於鄉。歷泗州學正，國子助教，戶部貴州司主事、郎中，釐漕運積弊。淮、揚荒，請以麥代米；浙江荒，請以紅糧代白糧，俱大為民便。
3. ↑  乾隆《銅陵縣志·卷七·選舉》：張懋鼎 橋一耆人，天啟丁卯科（舉人），崇禎甲戌副榜。任泗州學正，歷國子監助教、戶部郎中，官至臨鞏兵協參議，有傳。
4. ↑  錢海岳《南明史·卷三十五·列傳第十一》：時所在用兵，餉不給，籌畫多便宜。陞肅州僉事、臨鞏參議，撫羌夷有威信。清兵陷陝西，入西羌半谷川二年。歸耕不出。